# Осек-Ясельський (гміна)
Осек-Ясельський (пол. Gmina Osiek Jasielski) — сільська гміна у східній Польщі. Належить до Ясельського повіту Підкарпатського воєводства.
Станом на 31 грудня 2011 у гміні проживало 5410 осіб.

## Територія
Згідно з даними за 2007 рік площа гміни становила 60.47 км², у тому числі:
- орні землі: 61.00%
- ліси: 28.00%

Таким чином, площа гміни становить 7.28% площі повіту.

## Села
Завадка Осецька, Заленже, Мрокова, Осек Ясельський, Перегримка, Самокляски, Свєрхова, Чекай.

## Релігія
До виселення лемків у 1945 році в СРСР та депортації в 1947 році в рамках акції Вісла села Перегримка, Самокляски, Клопітниця, Мрокова  і Гута Самокляська належали до греко-католицької парафії Перегримка Дуклянського деканату.

## Населення
Станом на 31 грудня 2011:
| Опис     | Загалом | Загалом | Чоловіки | Чоловіки | Жінки | Жінки |
| -------- | ------- | ------- | -------- | -------- | ----- | ----- |
| одиниця  | осіб    | %       | осіб     | %        | осіб  | %     |
| все      | 5410    | 100     | 2686     | 49.65    | 2724  | 50.35 |
| міське   | 0       | 100     | 0        |          | 0     |       |
| сільське | 5410    | 100     | 2686     | 49.65    | 2724  | 50.35 |

## Сусідні гміни
Гміна Осек-Ясельський межує з такими гмінами: Дембовець, Кремпна, Новий Жміґруд, Сенкова.